# Franse taal in Nederland
Het Frans is in Nederland jarenlang de voertaal geweest van de elite. Het wordt echter in Nederland steeds minder gesproken.
Het Frans was vooral in de 17e, 18e en 19e eeuw de taal van de Europese elite en fungeerde als lingua franca. Dit kwam onder meer doordat Frankrijk een belangrijke rol speelde in de politiek (denk aan Lodewijk XIV en Napoleon). Nederland was zelfs kortstondig onderdeel van Frankrijk, van 1810 tot 1813, en het Frans was in die periode de officiële taal van het land, naast het Nederlands. Tot 1892 bestond er een Franstalige krant genaamd Le Courrier de la Meuse voor Maastrichtenaren met het Frans als moedertaal. De Mijnwet van 1810 (Loi concernant les Mines, les Minières et les Carrières) was de laatste Franstalige wet binnen het Nederlandse recht en verdween in 2003. In het onderwijs werd het Frans als tweede taal tot ver in de 20e eeuw belangrijker beschouwd dan het Engels.
Naarmate de invloed van Frankrijk afnam in Europa, nam de invloed van de Franse taal ook af. Toch oefenen het land en de taal nog steeds een grote aantrekkingskracht op Nederlanders. Dit valt al te zien aan het feit dat Frankrijk al jaren de populairste vakantiebestemming is van Nederlanders. Ook zijn er heel veel Franse woorden in het Nederlands te vinden (garage, bureau, portemonnee, lingerie). Andersom heeft ook het Nederlands sporen in het Frans achtergelaten, en niet alleen op terreinen als de scheepvaart (matelot: matroos) en de waterwerken: polders en digues (dijken). Ook woorden als bière (bier), drôle (drol: grappig) en boulevard (bolwerk) komen uit het Nederlands.
Ook in het voortgezet onderwijs blijft het Frans een bevoorrechte positie houden, hoewel het Frans wel onder hevige concurrentie lijdt van het Engels, Duits en Spaans. Frans is op veel middelbare scholen een verplicht vak. Na het Nederlands, het Engels en het Duits is het Frans vaak de vierde taal van Nederlanders. Wel is er steeds meer passieve kennis: leerlingen kunnen de taal wel lezen, maar niet schrijven of spreken. Ook zijn er op de universiteit steeds minder studenten Frans.